# スミア

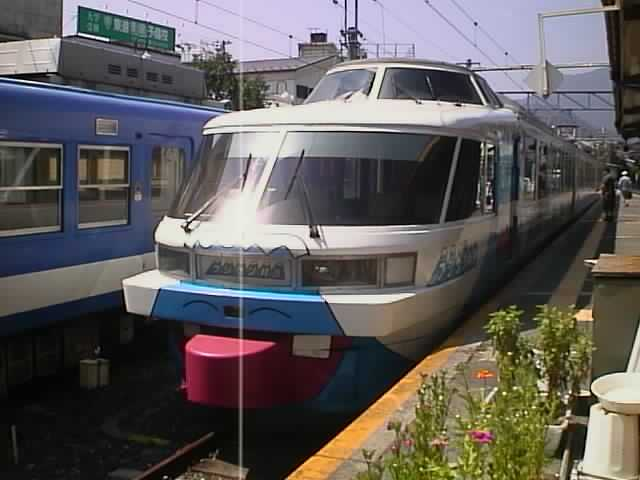
スミアの発生例（中央左寄りの縦の白い線）。なお、輝点周辺の光の滲みはブルーミングである。

スミア (smear) は、CCDイメージセンサを用いたカメラで周囲より極端に明るい被写体を撮影した際に、直線状の白カブリが発生する現象。この現象は特徴的で、垂直、あるいは水平方向に被写体の発光部とほぼ同じ幅の直線状に発生する。その幅の中では画像の端から端まで白っぽい帯となる。CCDの構造に起因するCCDセンサ特有の現象であるため、CMOSイメージセンサを使用したカメラや銀塩写真などでは発生しない。

## 発生原因
スミアの発生原因は光がフォトダイオード以外の周辺素子、たとえば信号線や垂直転送用CCD素子に当たって電荷が発生したり、あるいは半導体基板内部で発生した電荷が、本来の信号電荷の転送経路に混入することに因る。光電変化が原因なので、スミアの発生量は光の強さに比例するが、CCDセンサにおける電子シャッターの速度（電荷排出パルスの本数）には依存しない。また、メカニカルシャッターを用いて光を遮った後に、転送路の不要電荷を吐き出すことでスミア成分を除去する事ができる。メカニカルシャッターを使用できない動画や、モニターモードでは光の強さに応じてスミア量が増える。明るい被写体を撮影中は電子シャッター速度が上がり、相対的に信号に対するスミアノイズ成分が増えてくる。

## スミアの除去
スミアはCCDイメージセンサの電荷転送の過程で混入する不要電荷により発生するので、事後に素子外部の画像処理で除去することはできない。よって、受光量を減らすか、CCDイメージセンサの構造を工夫することによりスミアの発生を軽減する。

### 機械式シャッターの採用
光が強い時には一般にシャッター開放時間は少なくて良い。CCDイメージセンサの受光時間を制御することにより感光時間を変える電子シャッターに加え、銀塩カメラでも用いられる機械的に入射光線を遮って感光時間を制御する機械式シャッターを用いると、受光後の転送中には周辺回路には光が当たらないため転送中の電荷混入が起こらない。この方法は連続して撮影する必要がある動画撮像カメラ（ビデオカメラ）には使用できないが、静止画撮像用のデジタルカメラでは有効である。なお、機械式シャッターはシャッター速度の高速化のためなど、スミア対策目的以外でも用いられる。

### CCDイメージセンサの構造改善による低スミア化
発生した不要な電荷を半導体基板の裏側に掃出すようにp型半導体の基板の下層にn型半導体層を設ける方法がある。これは後述するブルーミング対策としても有効であり、良く使用される方法である。

## ブルーミング
一方、スミアと良く似た現象にブルーミングがある。こちらは、入射光が非常に強い場合に過剰に発生した信号電荷が画素からあふれて隣接画素や信号線、転送用CCD素子などにあふれ出すことにより発生するもので、出力画像では輝点の周囲に光が滲み出して広がる現象として現われる。スミアと同時に発生する場合もある。ブルーミングも不要電荷の掃出し構造によって軽減することができる。

## 注
1. ↑  必ずしも飽和（白飛び）状態にまで至るわけではない。